# Route nationale 5 (Sénégal)
Pour les articles homonymes, voir N5 et Route nationale 5.

La route nationale 5, (N5) est une route nationale reliant Kaolack à Bignona au Sénégal. 
La N5 relie le centre du Sénégal à la Casamance en traversant la Gambie à l'embouchure du fleuve Gambie.

## Description
La route s'étend de son croisement avec la route nationale N4 à Kaolack puis elle traverse Sokone.
Dans le cadre de la N5, l'embouchure du fleuve Gambie est franchie par le traversier de Banjul à Barra qui parcourt une distance d'environ 4,9 kilomètres d'une rive à l'autre.
De Banjul, la route part vers le sud-est via Diouloulou pour recroiser la N4 à Bignona.
La route est longue de 233 kilomètres, sans la route de transit de 80 kilomètres en Gambie, elle mesure 153 kilomètres.
La N2 traverse la région de Kaolack, la région de Fatick, la Gambie et la 
région de  Ziguinchor.
Sur toute sa longueur, la N2 fait partie de l'autoroute Dakar-Lagos, l'une des routes transafricaines.

## Parcours
- Kaolack
- Passy
- Sokone
- Réserve de Fathala
- Toubacouta
- Karang
- Frontière   (km 86)
- Amdalai
- Fass
- Barra
- Traversier Banjul–Barra
- Banjul
- Serekunda
- Brikama
- Madina Ba
- Tuba Kuta
- Bassori
- Jiboro
- Frontière   (km 167)
- Diouloulou
- Bignona (km 233)